# Тенет
«Те́нет» або стилізовано «TEHƎꓕ» (англ. «Tenet», укр. Принцип) — науково-фантастичний-бойовик-трилер 2020 року, написаний та зрежисований Крістофером Ноланом, який продюсував його разом з Еммою Томас. Фільм є спільним виробництвом Великої Британії та США, де в головних ролях знялись Джон Девід Вашингтон, Роберт Паттінсон, Елізабет Дебікі, Дімпл Кападія, Майкл Кейн та Кеннет Брана. Фільм розповідає про секретного агента, який вчиться управляти потоком часу, щоб запобігти нападу з майбутнього, який загрожує знищити сьогодення.
Після обмірковування головної ідеї фільму протягом більш ніж десяти років Нолану знадобилося понад п'ять років на написання сценарію. Підготовка до знімання розпочалась наприкінці 2018-го, добір акторів проходив у березні 2019 року, а основне знімання тривало шість місяців (з травня по листопад 2019 року) та відбувалося у Данії, Естонії, Індії, Італії, Норвегії, Великій Британії та США. Оператор-постановник Хойте ван Хойтема знімав фільм на плівку 65 мм та за технологією IMAX. Було залучено більше сотні одиниць техніки та тисячі людей у масових сценах.
Відкладений тричі через пандемію COVID-19, «Тенет» вийшов на екрани Великої Британії 26 серпня 2020 року, а потім у США 3 вересня 2020-го у форматах IMAX, 35 мм, 70 мм. Це був перший голлівудський великобюджетний тентпол-фільм у широкому прокаті після пандемічного карантину, що зібрав 363 мільйони доларів у світовому прокаті, зробивши його п'ятим з найкасовіших фільмів 2020 року. Загалом стрічка мала позитивні відгуки від критиків та здобула премію Оскар у номінації за найкращі візуальні ефекти на 93-й церемонії вручення премії Оскар, де вона також була висунута на премію Оскар за найкращу роботу художника-постановника.

## Синопсис
Озброєний єдиним словом — Тенет — головний герой бореться за виживання всього світу. Він подорожує оповитим сутінками світом міжнародного шпигунства з єдиною місією, яка розгорнеться за межами реального часу. Це не подорож крізь час. Це інверсія.

## Сюжет
У центрі сюжету фільму агент ЦРУ, який бере участь у спецоперації зі звільнення заручників у Київській опері під виглядом співробітника спецпідрозділу КОРД, де стає свідком сцени, яка важко піддається логіці й ламає звичний світ. Після захоплення артефакту головний герой потрапляє у полон до найманців. Його катують, перш ніж він випиває таблетку самоліквідування. Він прокидається, дізнавшись, що таблетки самоліквідування були лише випробуванням на вірність і що артефакт був втрачений. Головного героя вербує організація під назвою Принцип. Науковиця розповідає йому про кулі з «інвертною» ентропією, тобто ті, що рухаються назад у часі. Головний герой знайомиться зі своїм наставником Нілом через контакт у ЦРУ, і вони простежують інвертні кулі до торговця зброєю Прії Сінгх у Мумбаї. Вони дізнаються, що Прія є членом Принципу, а її патрони  були придбані та інвертовані російським олігархом Андрієм Сатором.
Головний герой зближується з відчуженою дружиною Сатора, Кет, оцінювачкою мистецтва, яка помилково підтвердила підроблену картину Гойї. Вона каже йому, що Сатор придбав картину у підробника Арепо і використовує засвідчення справжності Кет як шантаж, щоб контролювати її у їх стосунках. Головний герой і Ніл планують вкрасти картину зі сховища зони вільної торгівлі порта Ротас в аеропорту Осло. Там вони відбиваються від двох чоловіків у масках, які з'являються з пристрою. Після цього Прія пояснює, що цей пристрій — турнікет — це машина, яка може перевернути ентропію предметів і людей і що люди в масках — це була одна й та ж людина, яка подорожує в часі в протилежних напрямках.
Кет знайомить головного героя з Сатором і дізнається, що полотно Гойї вціліло, Сатор планує вбити головного героя, але той рятує життя Сатора після того, як Кет намагається його втопити. Сатор та головний герой укладають угоду, щоб отримати кейс, який нібито містить плутоній-241. У Таллінні головний герой і Ніл влаштовують засідку на конвой та викрадають кейс, у якому насправді міститься артефакт, втрачений у Києві. Вони потрапляють у засідку, влаштовану інвертованим у часі Сатором, який тримає Кет як заручницю. Головний герой віддає порожній кейс Саторові, який, отримавши його, відступає. Головний герой рятує Кет, але незабаром його захоплюють та доставляють на склад із турнікетом.
На складі інвертований Сатор стріляє в Кет інвертованим патроном, вимагаючи від головного героя інформацію про місцезнаходження артефакту. Оперативники Принципу на чолі з Айвзом прибувають і рятують головного героя, поки Сатор втікає через турнікет. Група проводить Кет через турнікет, щоб допомогти загоїти її інвертовану рану. Тепер вже інвертований головний герой повертається в минуле до місця засідки, де він безуспішно намагається отримати артефакт, яким Сатор заволодів. Автомобіль головного героя перекидається і підпалюється Сатором, але Ніл рятує його. Головний герой, Ніл і Кет подорожують назад у часі до зони вільної торгівлі порта в Осло. Головний герой бореться з собою минулим, входить до турнікету і повертається, а слідом за ним Ніл і Кет. Пізніше Прія пояснює, що Сатор збирає артефакти, щоб зібрати «алгоритм», який може катастрофічно змінити ентропію Землі. Кет розповідає, що Сатор помирає від онкології. Вони думають, що Сатор використовує мерців як перемикач, щоб відправляти місцезнаходження алгоритму в майбутнє. Кет вважає, що Сатор повернеться в часі, щоб вчинити самогубство під час їхньої пам'ятної відпустки у В'єтнамі, а з його смертю через наручний браслет активується «алгоритм». Головний герой, Ніл, Кет і солдати Принципу подорожують у часі до призначеного дня, де Кет зображає себе як своє минуле, щоб утримати Сатора від самогубства досить довго, щоб Принцип отримав «алгоритм». Принцип відстежує «алгоритм» до рідного міста Сатора, Стальськ-12, де він під пильною охороною. Вони запускають часове «подвійне охоплення», при цьому неінвертовані та інвертовані війська здійснюють одночасний штурм. Сатор показує, що люди в майбутньому хочуть, щоб він знайшов і зібрав фрагменти алгоритму в надії змінити катастрофічні наслідки зміни клімату. Інвертований солдат із червоним жетоном жертвує собою, щоб врятувати головного героя та Айва, коли вони намагаються отримати алгоритм. Тим часом у В'єтнамі Кет вбиває Сатора, сподіваючись, що команда Принципу зможе отримати алгоритм. Головний герой, Ніл та Айвз розбивають алгоритм і розлучаються. Головний герой помічає, що в Ніла червоний жетон. Ніл розповідає, що він був завербований головним героєм у минулому Ніла. Оскільки Кет знає занадто багато, Прія намагається вбити її, але головний герой, який прийшов до висновку, що він — мозковий центр (натхненник) Принципу, вбиває Прію.

## Наукова точність
Сюжет фільму обертається навколо зміни ентропії речей і людей, що призводить до реверсивності в часі. Принцип посилається на концепції фізики, включаючи винищення, другий закон термодинаміки, поняття Демон Максвелла, Парадокс вбитого дідуся, ідеї Рі́чарда Фі́ліпса Фе́йнмана і Джона Арчибальда Вілера та їхні поняття одноелектронного Всесвіту, але Крістофер Нолан зазначив у прес-релізу фільму: «Ми не збираємося претендувати на те, щоб це було науково точним».

## У ролях
| Актор                | Роль                                                          | Дубляж              |
| -------------------- | ------------------------------------------------------------- | ------------------- |
| Джон Девід Вашингтон | Протагоніст                                                   | Роман Чорний        |
| Роберт Паттінсон     | Ніл напарник протагоніста                                     | Іван Розін          |
| Кеннет Брана         | Андрій Сатор російський олігарх, який спілкується з майбутнім | Володимир Кокотунов |
| Елізабет Дебікі      | Кетрін Бартон аукціоністка картин, відчужена дружина Андрія   | Катерина Качан      |
| Дімпл Кападія        | Прія торговиця зброєю                                         | Н/Д                 |
| Мартін Донован       | Віктор глава ЦРУ                                              | Олег Лепенець       |
| Фіона Дуріф          | Вілер лідерка синьої команди                                  | Н/Д                 |
| Юрій Колокольников   | поплічник Андрія                                              | Борис Георгієвський |
| Хімеш Патель         | Махір чистильник                                              | Павло Лі            |
| Клеманс Поезі        | Лора науковиця                                                | Н/Д                 |
| Аарон Тейлор-Джонсон | Айвз військовий командир                                      | Андрій Федінчик     |
| Майкл Кейн           | Майкл Кросбі офіцер британської розвідки                      | Владислав Пупков    |

## Виробництво

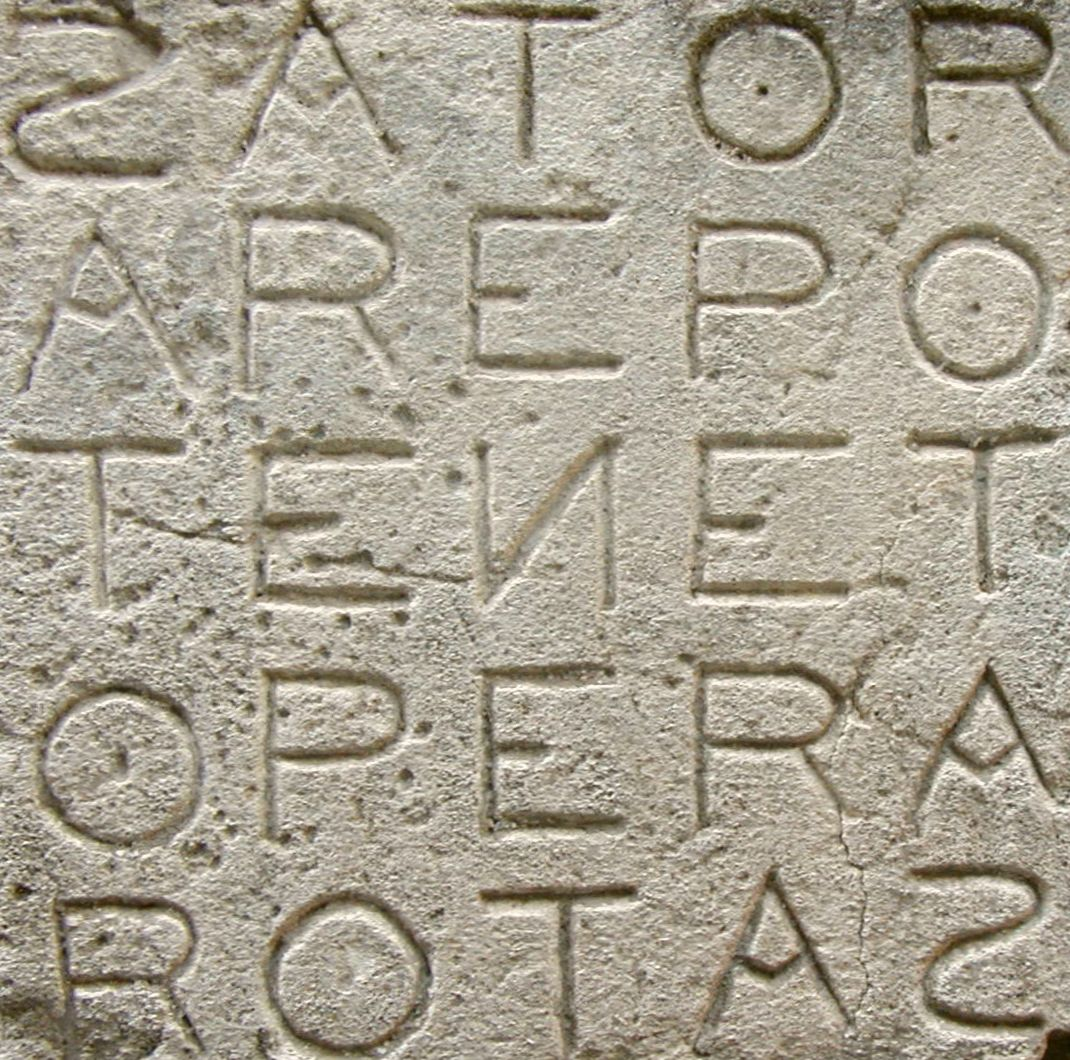
Магічний квадрат з фразою Посівач Арепо ледь тримає колеса (Sator Arepo tenet opera rotas), читається в усіх напрямках.

### Підготовка до виробництва
Сценарист та режисер Крістофер Нолан обмірковував ідеї «Принципу» протягом двадцяти років, але почав працювати над сценарієм лише у 2014-му. Назва — це паліндром та посилання до площі Сатора. Нолан доклав свідомі зусилля, щоб утриматися від будь-якого впливу шпигунського жанру, розраховуючи тільки на власну пам'ять. На написання сценарію його надихнув фільм «Одного разу на дикому заході» (1968). Фізик-теоретик Кіп Торн, який працював із Ноланом над «Інтерстелларом» (2014), консультував з питань часу та квантової фізики. Підготовка до знімання тривала з кінця 2018 року до початку 2019 року, залишаючи керівникам відділів п'ять місяців на підготовку. Керівник спецефектів Скотт Р. Фішер переглянув матеріали та документальні фільми про Другу світову війну, щоб знайти орієнтири для реалістичності. Художник-постановник Натан Кроулі попросив годинникову компанію Хемілтон виготовити близько тридцяти військових наручних годинників, кожен із яких з цифровим зворотним відліком. Нолан і Кроулі їздили шукати місця для знімання у лютому та квітні 2019 року. Розчарований Королівською Шведською оперою як потенційним місцем для Київської опери, Кроулі змінив його на спортивно-концертний комплекс Ліннагалл у Таллінні, Естонія, що відповідало його спорідненості з бруталістичною архітектурою. Вежу Шрі Вардан обрали замість Антилії, оскільки остання мала занадто високий рівень безпеки; національно-ліберальний клуб зайняв місце «Сотбіс», керівництво якого відмовилося брати участь; і вони обрали Кеннон Холл після того, як початкова школа Торнхілла в Іслінгтоні та школа Шеннінг були визнані незадовільними. Прототипи реквізиту часто друкувались у 3D. Художник по костюмах Джеффрі Курланд зі своєю командою кроїв та зшивав одяг у США, виготовляючи його для головного акторського складу та більш тисячі інших учасників зйомок.

### Кастинг
Джон Девід Вашингтон, Роберт Паттінсон та Елізабет Дебікі були затверджені у березні 2019 року. Тільки Вашингтону, Паттінсону та Дебікі було дозволено читати сценарій лише в зачиненій кімнаті. Нолан обрав Вашингтона завдяки його грі у фільмі «Чорний куклукскланівець» (2018). Вашингтон вів щоденник, у якому він би продовжував історію головного героя. Спостерігання гри Паттінсона в фільмі «Добрий час» (2017) здійснило значне враження на роботу продюсера Емму Томас. Паттінсон спирався на манери свого героя на основі автора Крістофера Хітченса. Хоча Кет спочатку мала бути старшою жінкою, поява Дебікі у «Вдовах» (2018) переконала творців фільму у протилежному. Проби акторів Дімпл Кападіа, Аарона Тейлор-Джонсона, Клеманс Поезі, Майкла Кейна та Кеннета Брана було оголошено на початок зйомок. Екранний тест Кападії був складений разом із режисером Хомі Ададжанія під час роботи над своїм фільмом «Англійська школа» 2020 року. Поезі на той час була вагітна своєю другою дитиною, і Томас вирішила залишити це помітним. Кейну просто дали його сценарій за день до зйомок. Брана переніс виробництво власної режисерської роботи над фільмом «Смерть на Нілі» (2022), щоб виконати цю роль, стверджуючи, що вивчав сценарій більше, ніж будь-який інший у своїй кар'єрі. Хімеш Пател приєднався у серпні. Мартіна Донована було розкрито у першому трейлері (рекламний кіноролик). Фіона Дуріф та Юрій Колокольников були включені пізніше. Роль Дуріфа Уілера є посиланням на фізика-теоретика Джона Арчібальда Вілера.

### Знімання
Основне знімання за участю команди з 250 осіб розпочали в травні 2019 року на знімальному майданчику у Лос-Анджелесі, а також відбувалися у семи країнах: Данії, Естонії, Індії, Італії, Норвегії, Великій Британії та США. Знімання в Естонії відбувалося у червні та липні, а Ліннагалл, автомагістраль E67, та прилеглі вулиці були перекриті, щоб це полегшити. Художній музей Куму імітував вигаданий порт вільної торгівлі в Осло. Офіс Барбари був побудований у колишньому залі суду, зовнішній вигляд Талліннського порту вільної торгівлі знаходився в портах міста, а також використовувалася кімната в готелі Гілтон Таллінн Парк. Міський голова Міхгаїл Кільварт висловив стурбованість з приводу можливих збоїв, оскільки графік знімання вимагав закриття головної дороги Лаагна на один місяць. Врешті-решт було досягнуто компромісу, який передбачав тимчасові перекриття доріг та об'їзди. Сцени на узбережжі Амальфі (Італія), Соленті, у Клубі Реформ, Локанда Локателлі та Кеннон-Холі (Англія) були знято з липня по серпень, а на даху Оперного театру в Осло, у готелі «The Thief» (Норвегія) та в Рідбюхавні на вітряній електростанції «Ністед» (Данія) на початку вересня. Пізніше того ж місяця в Мумбаї відбулася п'ятиденна зйомка, зокрема лікарня «Брейч Кенді», кафе «Мондегар», «Колаба-Коувей», ринок «Колаба», «Ворота Індії», «Грант-роуд», яхт-клуб Роял Бомбей та готель «Тадж-Махал Палас». Біля готелю був зведений ресторан під назвою «Чаанд», але він ніколи не використовувався, слугуючи лише альтернативою. Сорок човнів були розміщені біля Брами Індії, де екіпаж врятував чоловіка, який зробив спробу самогубства. Незабаром вони вирушили до Лос-Анджелеса. Торговий центр Хоторн Плаза функціонував як інтер'єр криголама та транспортного контейнера. Аеропорт Вікторвіль був замаскований під Осло з більш ніж дев'яносто акторів масових сцен. Замість того, щоб використовувати моделі та візуальні ефекти (VFX) для епізоду авіакатастрофи Нолан вирішив, що придбання Боїнг 747 виявилося більш економічно вигідним. У жовтні їх бачили в Ігл-Маунтін, де було побудовано покинуте місто, а сотні людей для масовки були одягнені у військову камуфляжну форму. Понад тридцять будівель були виготовлені в Лос-Анджелесі і відправлені на місце. Чотири Боїнга CH-47 Чінук були орендовані на чотири дні. У пустелі провели зовнішнє знімання тунелю, у той час як внутрішні частини Гіпоцентру були споруджені на знімальному майданчику. Знімання «Принципу» згорнули 12 листопада, через дев'яносто шість знімальних днів.
Оператор-постановник Хойте ван Хойтема використав комбінацію з 65-міліметрової плівки та технології IMAX, надавши пріоритет об'єктивам Панавіжн, які б найкраще задовольняли при слабкому освітленні. Ті частини, які стосувалися зворотного часу, були зафіксовані як у зворотному, так і рухові вперед та мовленні. Щоб забезпечити навички поводження з вогнепальною зброєю, Вашингтон і Паттінсон відвідували тактичний полігон Таран у долині Сімі. Також деякі трюки вони виконували самостійно. Було найнято понад сто плавзасобів разом із двома катамаранами Ф50, мегаяхтою  Планет Найн (на яку приземлився вертоліт Мі-8), криголамами, швидкісними та рибальськими катерами та вантажним танкером. Яхта Айсені Ревендж доставлялася через Данію, Естонію та Італію протягом усіх трьох місяців.

### Редагування відзнятого матеріалу
Дженніфер Лєйм замінила давнього редактора Нолана Лі Сміта, який був зайнятий картиною «1917» у 2019 році. Під час основного знімання Лейм доручили здійснювати монтаж без нагляду і вона переглядала відзняті матеріали. Компанія візуальних ефектів «ДНИГ» зробила біля 280 візуалізованих сцен. Звукорежисер Річард Кінг відправив групу в Ігл-Маунтін, щоб записати гелікоптери Чінук та Mi-8 і в Саутгемптон для запису звуку катамаранів Ф50. Інші були найняті для прослуховування атмосфери Осло, Мумбаї та Таллінна. Кінг отримав аудіозапис як бойової, так і холостої автоматичної зброї на полігоні в каньйоні Сан-Францискіто, і орендував злітно-посадкову смугу для тестування, як звучать машини.

### Музика
Людвіг Йоранссон був обраний композитором після того, як частий співавтор Нолана і перший кандидат Ганс Циммер відхилив пропозицію на користь фільму «Дюна» 2021 року. Під час пандемії COVID-19 Йоранссон записував музикантів у їхніх домівках. Дослідження ракоходної музики викликало в нього породження мелодій, які б однаково звучали вперед і назад. Він експериментував зі спотвореним промисловим шумом і, щоб зобразити опромінене дихання Сатора, попросив Нолана записати його власне у студії. Йоранссон виробляв від десяти до п'ятнадцяти хвилин музики щотижня. Перший запис музичного супроводу було проведено в листопаді 2019 року і продовжувався до початку 2020 року. Саундтрек «Принципу» містить пісню Тревіса Скотта «План», яка грає на фінальних титрах фільму.

## Випуск

### Кінотеатральний
Компанія Ворнер Бразерс спочатку планувала випуск «Тенета» на 17 липня 2020 року, випуск на плівках IMAX, 35 мм та 70 мм. Через пандемію COVID-19 випуск спочатку було відкладено на 31 липня, а згодом і на 12 серпня. Керівники підрахували, що кожна відстрочка коштує Ворнер Бразерс між 200 000 та 400 000 доларів за маркетингові збори. Після не тривалого утримання на деякий термін Ворнер Бразерс організувала випуск фільму у світовий прокат 26 серпня у сімдесяти країнах, включаючи Канаду, Францію, Німеччину, Італію, Японію, Росію та Велику Британію. Допрем'єрні покази розпочалися в Австралії та Південній Кореї 22 та 23 серпня. З 3 вересня фільм розповсюджувався в деяких містах США, поступово поширюючись протягом наступних тижнів. 4 вересня він вийшов у Китаї. «Принцип» став першим голлівудським великим студійним проєктом, запущеним у прокат у кінотеатрах після їх тривалого закриття. Нестача схожих фільмів дозволило йому отримати більше екранів мультиплекс, ніж це було б можливо в іншому випадку.

### Домашній перегляд
З 15 грудня 2020 року «Принцип» став доступним у форматах 4K Ultra HD, Blu-ray, DVD, та платформах цифрових послуг. 2 березня 2021 року Ворнер Бразерс оголосила, що у світлі того, що уряд штату Нью-Йорк дозволив кінотеатрам у Нью-Йорку знову відкритись наступної п'ятниці (5 березня) після майже річного закриття (що призвело до того, що кінотеатри міста пропустили первинний старт показу фільму) вони того ж дня знову випустили стрічку у деяких кінотеатрах міста. «Принцип» вийшов на відеострімплатформі HBO Max 1 травня 2021 року.

## Сприйняття

### Касові збори
Стрічка зібрала 58,5 млн дол. у США та Канаді та 305,2 млн дол. США на інших територіях, загалом у всьому світі 363,7 млн дол. З виробничим бюджетом у 200 млн дол. «Принцип» — найдорожчий оригінальний проєкт Нолана. IndieWire припускає, що маркетинг може збільшити остаточну суму до 300—350 млн дол., хоча аналітики спрогнозували нижчі витрати на рекламу, ніж зазвичай, через недорогу спортивну рекламу у прямому ефірі. Аналітик касових зборів Джефф Бок підрахував, що для того, щоб бути беззбитковим, потрібно заробити 400—500 млн дол. У листопаді 2020 року студії-конкуренти очікували, що фільм втратить до 100 млн дол., але Ворнер Бразерс наполягала, що збитки не перевищуватимуть 50 млн дол. Повідомлялося, що Нолан отримує 20 % з перших касових зборів.
Прогнозувалося, що протягом перших п'яти днів «Принцип» отримає 25—30 млн дол. на міжнародному рівні. У Південній Кореї усі перепродажі квитки у IMAX розпродані, а попередній перегляд вихідних склав 717 000 доларів з 590 кінозалів. Ще чотири дні там принесли 4,13 млн дол. приблизно з 2200 екранів, до кінця тижня сума склала 5,1 млн дол. Фільм дебютував із 53 мільйонами доларів у сорок одній країні, зібравши 7,1 млн дол. у Великій Британії, 6,7 мільйонів у Франції та 4,2 млн дол. у Німеччині. У свої другі вихідні «Принцип» заробив 58,1 млн дол., найбільшими ринками для яких були Китай (30 млн дол. з перших показів), Велика Британія (13,1 млн дол.), Франція (10,7 млн дол.), Німеччина (8,7 млн дол.) та Південна Корея (8,2 млн дол.). Його третій вікенд зібрав 30,6 млн дол., у тому числі 16,4 млн дол. з Великої Британії, 13,2 млн дол. з Франції, 11,4 млн дол. з Німеччини, 10,3 млн дол. з Південної Кореї та 10,2 млн дол. з Китаю. За два тижні в Японії накопичилося 11,4 млн дол. Стартував в Індії 4 грудня 2020 року і заробив близько 1,2 млн дол. за перші десять днів. «Принцип» став найкасовішим фільмом усіх часів в Естонії, загальний прибуток якого склав 1,2 млн дол. Оскільки 65 % американських та канадських кінотеатрів працювали на 25—40 % місць, за перші одинадцять днів було придбано 20,2 млн. Доларів з 2810 кінотеатрів; 2,5 млн дол. у Канаді, 12 млн дол. у США, а решта від попереднього зборів. Другий, третій та четвертий вихідні додали відповідно 6,7 млн дол., 4,7 млн дол. США та 3,4 млн дол. США відповідно. «Принцип» залишився на вершині кас у п'яті вихідні з 2,7 млн дол., перш ніж поступився «Війні з дідусем» у шостий вікенд.

## Критика
На сайті — агрегаторі рецензій Ротен Томейтос 70 % з 353 критиків дали «Принципу» позитивний відгук із середнім рейтингом 6,9/10. Критичний консенсус вебсайту говорить:
Візуально блискуча головоломка для любителів розгадувати кіно, «Принцип» пропонує всю інтелектуальну видовищність, яку очікують глядачі від постановки Крістофера Нолана.
На Метакритик фільм отримав середньозважену оцінку 69 із 100 на основі 50 критиків, що свідчить про «загалом сприятливі відгуки». Аудиторія, опитана СінемаСкор, дала фільму середню оцінку «Б» за шкалою від A+ до F, а ПостТрек повідомив, що 80 % з них дали фільму позитивну оцінку, при цьому 65 % сказали, що порекомендували б його. Кейт Філліпс з «Рінджер» написала, що «Принцип» має задатки культового фільму:
З невдалим випуском через пандемію, приглушеним критичним прийомом і хитрою розповіддю, яка вимагає кількох переглядів, фільм Крістофера Нолана 2020 року містить усі елементи, які, врешті-решт, зацікавлять свою нішу шанувальників.

Журнал «Сайт енд Саунд» Британського інституту фільму поставив фільм на 38-ие місце у списку 50 найкращих фільмів 2020 року. Гай Лодж із журналу «Верійєті» описав «Принцип» як «грандіозне розважальне видовище, що вислизає за часом». Критик «Ґардіан» Пітер Бредшоу вважав, що це в одночас і «шалено безглузде», і «дивовижне кіно». Кевін Махер з «Нью-Йорк таймс» нагородив фільм усіма п'ятьма зірками, визнавши його «чудово заплутаним шедевром». Роббі Коллін з «Телеграфу» порівняв це з «Початком» Нолана і високо оцінив «глибину, тонкість і дотепність гри Паттінсона та Дебікі». У своєму огляді для «Ро́ллінг Сто́ун» Пітер Траверс високо оцінив фільм як «чисте, захоплююче кіно», і похвалив акторську роботу Вашингтона, назвавши його «зіркою в процесі створення» і написавши:

Як колишній футбольний півзахисник, актор приносить природну спортивну грацію трюкам та рукопашним боям, які встановлюють інтуїтивний зв'язок між його персонажем та аудиторією.

Рецензія для «Діспатч» під назвою «Принцип» «ідеальний фільм, щоб відзначити повернення кінотеатрів, тому що він зафіксовує так багато того, що робить кінематограф великим». Джеймс Берардінеллі зауважив, що

[«Принцип»] може бути найскладнішим із фільмів Нолана на сьогоднішній день, коли йдеться про обгортання свого розуму концепціями, що формують основу оповіді: ентропія, що рухається назад, нелінійне мислення, часові парадокси… Фільм містить деякі послідовності з найамбітніших серіалів Нолана на сьогоднішній день, але варто задатися питанням про доцільність концентрації сюжету — достатньо значної перешкоди для тих, хто воліє не приділяти своїй неподільній увазі 2,5 години — може виявитися проблематичною.

Марк Даніелл з «Торонто Сан» дав фільму чотири з чотирьох зірок, вважаючи його «кінематографічним еквівалентом кубика Рубіка, представленого у високій версії IMAX і з блискучим акторським складом посеред декількох із найкрасивіших місць світу. Річард Ропер з «Чикаго Сан таймс» дав йому 3,5 із 4 зірок і зазначив, що фільм

...тягнеться до кінематографічної величі і, хоча це не зовсім досягає цієї високої мети, це фільм, який нагадує нам магію досвіду кінематографічного смаку.

Джессіка Кіанг з «Нью-Йорк таймс» схарактеризувала це як «спотворення часу» Нолана взятого з Джеймса Бонда, хвалячи операторську роботу, звук, монтаж, акторську роботу та «бездоганно випрасувані костюми без складок», а також вважаючи це «надзвичайно дорогим, блаженно порожнім видовищем». Ашер Люберто видання «Ел-Ей Віклі» також підкреслив схожість між фільмом «Принцип» та фільмами про Джеймса Бонда, але також вважає, що це

...сміливий, дивовижний і цілком оригінальний шедевр, шанований у своїй видовищності та переслідуючий у своїй заворожуючій, мрійливій формі.

Андрій Сатор у виконанні Кеннета Брана деякі критики описували як стереотипного російського лиходія. Крістіна Ньюленд з журналу «Нью-Йорк» зауважила, що Сатор «зіграний безглуздим акцентом у виконанні Кеннета Брана як бондіанівський російській геній-лиходій». Леслі Фелперін з «Голлівуд Репортер» відчула, що Вашингтон «лихий, але трохи нудний», але зауважила, що гра Дебікі

...додає колориту палітрі Нолана, і [вона] має переконливий сценічні відносини з Браном у їхньому спільному поєднаному образі насильницьких, любовно-ненависних руйнівних відносин.

Далі вона зробила висновок, що «Принцип» зроблений

...легкою інтелектуальною стрічкою — ним легко захоплюватися, особливо тому, що він настільки багатий зухвалістю та самобутністю, але його майже неможливо полюбити, оскільки бракує певної людяності.

Майк МакКахілл з «ІндіВайр» зазначив, що це був «найочікуваніший фільм-подія літа», але дав йому оцінку «В-» і назвав це «безглуздим розчаруванням». Неякісне зведення звуку на 35-міліметровому плівці «часто» робить діалог нечутним, заявив Брайан Ллойд з «Ентертеймент.ie»; перегляд фільму у форматі цифрового кінематографа зменшує проблему. Майкл Філліпс з «Чикаго триб'юн» нагородив фільм 2 з 4 зірок, написавши:
Я б хотів, щоб «Принцип» використовував власні ідеї більш динамічно. Нолан — геніальний талант. Але жоден великий режисер, гадаю, не може уникнути час від часу падінь.
Джонні Олексінські з «Нью-Йорк пост» також дав стрічці 2 зірки 4, назвавши її найбільш «заплутаною» роботою Нолана досі, але визнав, що його «захопило незрівнянне кінематографічне бачення Нолана»:
Він один із небагатьох режисерів, з працюючих сьогодні, який постійно штампує візуально розбурхливі, витончені бойовики.
Кетлін Сакс з «Чикаго рідер» дала йому 1,5 із 4 зірок, зробивши висновок, що Нолан «не показує особливого зростання у своїй найостаннішій самовдоволеній роботі».

## Нагороди
| Церемонії                                                            | Рік/Роки | Категорії                                                                                                | Одержувачі/номінанти | Результати  |
| Премії «Оскар»                                                       | 2021     | Найкращий художник-постановник                                                                           | Натан Кроулі і Кеті Лукас | Висунуто    |
| Премії «Оскар»                                                       | 2021     | Найкращі візуальні ефекти                                                                                | Ендрю Джексон, Девід Лі, Ендрю Локлі та Скотт Фішер | Перемога    |
| Премія гільдії художників-постановників                              | 2021     | За видатні досягнення в дизайні для фантастичного фільму                                                 | Натан Кроулі | Перемога    |
| Кінопремія Британської Академії                                      | 2021     | Найкращі спеціальні візуальні ефекти                                                                     | Скотт Фішер, Ендрю Джексон та Ендрю Локлі | Перемога    |
| Кінопремії «Вибір критиків»                                          | 2021     | Найкраща операторська робота                                                                             | Хойте ван Хойтема | Висунуто    |
| Кінопремії «Вибір критиків»                                          | 2021     | Найкращий монтаж                                                                                         | Дженніфер Лейм | Висунуто    |
| Кінопремії «Вибір критиків»                                          | 2021     | Найкращий художник-постановник                                                                           | Натан Кроулі і Кеті Лукас | Висунуто    |
| Кінопремії «Вибір критиків»                                          | 2021     | Найкраща музика                                                                                          | Людвіг Йоранссон | Висунуто    |
| Кінопремії «Вибір критиків»                                          | 2021     | Найкращі візуальні ефекти                                                                                | Принцип | Перемога    |
| Найвища відзнака кінопремії «Вибір критиків»                         | 2021     | Найкращий бойовик                                                                                        | Принцип | Висунуто    |
| Найвища відзнака кінопремії «Вибір критиків»                         | 2021     | Найкращий актор бойовику                                                                                 | Джон Девід Вашингтон | Висунуто    |
| Премія «Золотий ангел» Китайско-американского кінофестивалю          | 2020     | Найпопулярніший фільм США в Китаї                                                                        | Принцип | Перемога    |
| Нагорода «Золотий глобус»                                            | 2021     | Найкраща музика до фільму                                                                                | Людвіг Йоранссон | Висунуто    |
| Нагорода Голлівуду за музику у візуальних медіа                      | 2021     | Найкраща оригінальна музика до науково-фантастичного фільму                                              | Людвіг Йоранссон | Перемога    |
| Нагорода Голлівуду за музику у візуальних медіа                      | 2021     | Найкраща пісня до художнього фільму                                                                      | «План» — Жак Вебстер II, Ебоні Наомі Ошунрінде та Людвіг Йоранссон | Висунуто    |
| Премія «Х'юго»                                                       | 2021     | Краща постановка, велика форма                                                                           | Крістофер Нолан | Висунуто    |
| Motion Picture Sound Editors Awards Нагороди «аудіо-монтажерів кіно» | 2021     | За видатні досягнення в редагуванні звуку, звукових ефектів та шумового оформлення для художнього фільму | Річард Кінг, Джозеф Фрайолі, Марк Ларрі, Майкл В. Мітчелл, Анджела Анг, Брюс Таніс, Джон Куччі, Кетрін Харпер, Елісон Ді Мур, Кріс Моріана, Ден О'Коннел, Шеллі Роден, Джон Реш та Кеті Роуз | Висунуто    |
| Motion Picture Sound Editors Awards Нагороди «аудіо-монтажерів кіно» | 2021     | За видатні досягнення в редагуванні звуку — Особлива відзнака                                            | Алекс Гібсон та Ніколас Фіцджеральд | Перемога    |
| Номінація «Вибір народу»                                             | 2020     | Улюблений бойовик                                                                                        | Принцип | Висунуто    |
| Номінація «Вибір народу»                                             | 2020     | Улюблена зірка бойовиків                                                                                 | Джон Девід Вашингтон | Висунуто    |
| Премія «Супутник»                                                    | 2021     | Найкращий фільм — драма                                                                                  | Принцип | Висунуто    |
| Премія «Супутник»                                                    | 2021     | Найкраща операторська робота                                                                             | Хойте ван Хойтема | Висунуто    |
| Премія «Супутник»                                                    | 2021     | Найкраща музика до фільму                                                                                | Людвіг Йоранссон | Висунуто    |
| Премія «Супутник»                                                    | 2021     | Найкращий звук(Редагування та Мікшування)                                                                | Віллі Д. Бартон, Річард Кінг, Кевін О'Коннелл та Гері А. Різзо | Висунуто    |
| Премія «Супутник»                                                    | 2021     | Найкращі візуальні ефекти                                                                                | Ендрю Джексон | Перемога    |
| Премія «Сатурн»                                                      | 2021     | Найкращій Науково-Фантастичний Фільм                                                                     | Принцип | На розгляді |
| Премія «Сатурн»                                                      | 2021     | Найкращій Режисер                                                                                        | Крістофер Нолан | На розгляді |
| Премія «Сатурн»                                                      | 2021     | Найкращій Сценарій                                                                                       | Крістофер Нолан | На розгляді |
| Премія «Сатурн»                                                      | 2021     | Найкращій Актор                                                                                          | Джон Девід Вашингтон | На розгляді |
| Премія «Сатурн»                                                      | 2021     | Найкращій Актор Другого Плана                                                                            | Роберт Паттінсон | На розгляді |
| Премія «Сатурн»                                                      | 2021     | Найкращій Монтаж                                                                                         | Дженніфер Лейм | На розгляді |
| Премія «Сатурн»                                                      | 2021     | Найкраща Музика                                                                                          | Людвіг Йоранссон | На розгляді |
| Премія «Сатурн»                                                      | 2021     | Найкращий художник-постановник                                                                           | Натан Кроулі | На розгляді |
| Премія «Сатурн»                                                      | 2021     | Найкращі Спеціальні / Візуальні Ефекти                                                                   | Ендрю Джексон, Ендрю Локлі, Скотт Р. Фішер, Майк Чемберс | На розгляді |
| Нагорода Товариства Декораторів Америки                              | 2021     | Найкраще досягнення в Декораціях/Дизайні Науково-Фантастичного чи Фантастичного Художнього Фільму        | Кеті Лукас і Натан Кроулі | Перемога    |
| Премія Товариства Візуальних Ефектів                                 | 2021     | Видатні Візуальні Ефекти в Фотореалістичному Персонажі                                                   | Ендрю Джексон, Майк Чемберс, Девід Лі, Ендрю Локлі та Скотт Фішер | Висунуто    |

Гленн Уіпп з «Лос-А́нджелес таймс» зазначив, що Ворнер Бразерс не розміщувала «Принцип» на потоковій платформі Оскар та не розсилала фільмокопій для голосуючих.